# 요쿠바스 셰르나스

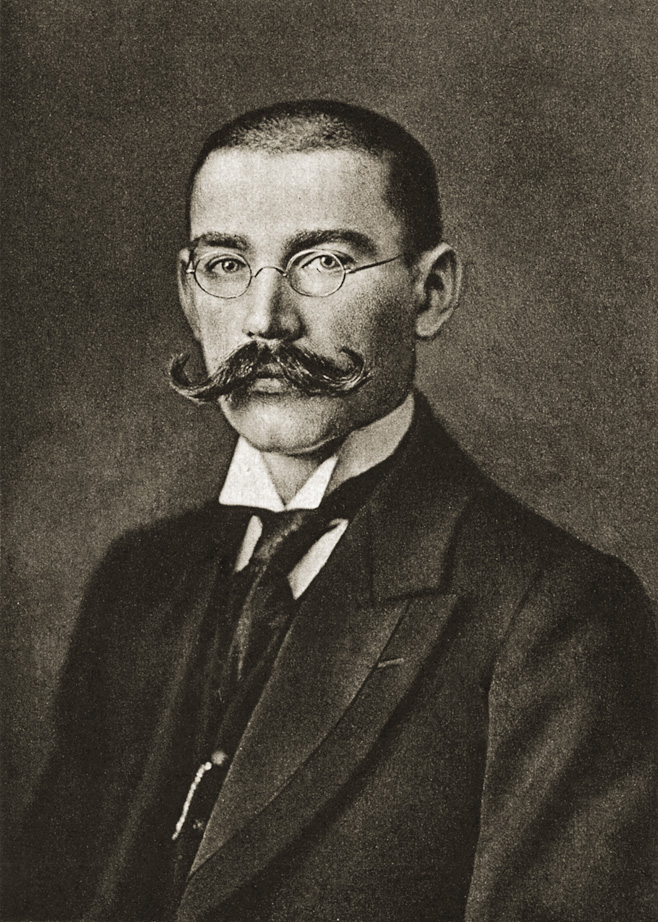
요쿠바스 셰르나스

요쿠바스 셰르나스(리투아니아어: Jokūbas Šernas, 1888년 6월 14일~1928년 7월 31일)는 리투아니아의 법률가, 교육자, 언론인, 은행가이다. 리투아니아 독립 선언서에 서명한 20인 중 한 사람이다.
프랑스 국적의 배우인 자크 세르나스의 아버지이기도 하다.